# Квіти-символи ландскапів Швеції
Запровадити офіційні квіткові символи для кожного ландскапу Швеції запропонували у 1908 році вчителі ботаніки Август Вісктром та Пауль Петтер Вальденштер. Ідея виникла за аналогією з квітами-символами штатів США. Пропозицію вони висловили у газеті «Stockholms Dagblad». Вальденштер розробив список 7 червня 1908 року, який, згодом, був доопрацьований ботаніком Вейтом Віттроком. Ландскапи Сконе та Гельсінгланд виступили проти запропонованих їм символів. Сконе отримав як символ бук європейський, але захотів королицю звичайну, тоді як Гельсінгланд замість сосни звичайної, захотів льон. У 1909 році у список були внесені зміни, згідно з їхніми побажаннями. Також для кількох ландскапів, де не було визначенності, запровадили по два символа.

## Квіти-символи
| Ландскап      | Зображення                     | Українська назва        | Шведська назва   | Наукова назва                  |
| Блекінге      | Quercus robur                  | Дуб черешчатий          | Ek               | Quercus robur                  |
| Блекінге      | Verbascum thapsus              | Дивина ведмеже вухо     | Kungsljus        | Verbascum thapsus              |
| Богуслен      | Lonicera periclymenum          | Жимолость в'юнка        | Vildkaprifol     | Lonicera periclymenum          |
| Вермланд      | Trientalis europaea            | Одинарник європейський  | Skogsstjärna     | Trientalis europaea            |
| Вестерботтен  | Pedicularis sceptrum-carolinum | Шолудивник королівський | Kung Karls spira | Pedicularis sceptrum-carolinum |
| Вестерйотланд | Calluna vulgaris               | Верес звичайний         | Ljung            | Calluna vulgaris               |
| Вестманланд   | Viscum album                   | Омела біла              | Mistel           | Viscum album                   |
| Готланд       | Hedera helix                   | Плющ звичайний          | Murgröna         | Hedera helix                   |
| Галланд       | Genista pilosa                 |                         | Hårginst         | Genista pilosa                 |
| Гельсінгланд  | Linum usitatissimum            | Льон                    | Lin              | Linum usitatissimum            |
| Гер'єдален    | Pulsatilla vernalis            | Сон весняний            | Mosippa          | Pulsatilla vernalis            |
| Гер'єдален    | Viola biflora                  | Фіалка двоколірна       | Fjällviol        | Viola biflora                  |
| Даларна       | Campanula rotundifolia         | Дзвоники круглолисті    | Blåklocka        | Campanula rotundifolia         |
| Даларна       | Campanula patula               | Дзвоники розлогі        | Ängsklocka       | Campanula patula               |
| Дальсланд     | Myosotis scorpioides           | Незабудка болотна       | Förgätmigej      | Myosotis scorpioides           |
| Еланд         | Helianthemum oelandicum        | Сонцецвіт еландський    | Ölandssolvända   | Helianthemum oelandicum        |
| Естерйотланд  | Centaurea cyanus               | Волошка синя            | Blåklint         | Centaurea cyanus               |
| Ємтланд       | Gymnadenia nigra               | Билинець чорний         | Brunkulla        | Gymnadenia nigra               |
| Єстрікланд    | Convallaria majalis            | Конвалія звичайна       | Liljekonvalj     | Convallaria majalis            |
| Лапландія     | Dryas octopetala               | Дріада восьмипелюсткова | Fjällsippa       | Dryas octopetala               |
| Медельпад     | Picea abies                    | Ялина європейська       | Gran             | Picea abies                    |
| Медельпад     | Trollius europaeus             | Купальниця європейська  | Smörboll         | Trollius europaeus             |
| Норрботтен    | Rubus arcticus                 | Малина арктична         | Åkerbär          | Rubus arcticus                 |
| Нерке         | Primula veris                  | Первоцвіт весняний      | Gullviva         | Primula veris                  |
| Онгерманланд  | Viola tricolor                 | Фіалка триколірна       | Styvmorsviol     | Viola tricolor                 |
| Сконе         | Leucanthemum vulgare           | Королиця звичайна       | Prästkrage       | Leucanthemum vulgare           |
| Смоланд       | Linnaea borealis               | Ліннея північна         | Linnea           | Linnaea borealis               |
| Седерманланд  | Nymphaea alba                  | Латаття біле            | Vit näckros      | Nymphaea alba                  |
| Уппланд       | Fritillaria meleagris          | Рябчик шаховий          | Kungsängslilja   | Fritillaria meleagris          |